# Consoană fricativă palatală surdă
În fonetică, consoana fricativă palatală surdă este un sunet care apare în unele limbi vorbite. Simbolul său fonetic este [ç], deși nu are nici o legătură cu aceeași literă din ortografia franceză. În limba română apare ca un alofon al sunetului [h] (scris H), atunci când acesta este urmat de vocala [i] sau de sunete articulate similar: semivocala [j] și vocala nesilabică [ʲ]. Exemple: hienă [çiˈenə], vlahi [vlaçʲ]. Atunci cînd distincția fonetică nu este importantă și se ia în calcul doar aspectul fonemic, transcrierile se fac folosind simbolul /h/ indiferent de pronunța efectivă; atunci exemplele anterioare devin: hienă /hiˈe.nə/, vlahi /vlahʲ/.
Acest sunet mai apare și în limbi precum:
- limba engleză britanică, de exemplu cuvântul human „uman” se pronunță ['çjuːmən];[1]
- limba germană, de exemplu  ich (ajutor·info) „eu” se pronunță [ɪç].

Perechea sonoră a acestui sunet este consoana fricativă palatală sonoră [ʝ], care însă nu apare în limba română.

## Pronunție
- Modul de articulare este fricativ, adică în timpul articulării canalul fonator se strîmtează suficient pentru a produce o turbulență audibilă a aerului, dar nu se închide complet în nici un moment.
- Locul de articulare este palatal, adică partea mijlocie a limbii se atinge sau se apropie de palat.
- Este o consoană surdă, adică în timpul pronunției sale coardele vocale nu vibrează.
- Este o consoană orală, adică fluxul de aer lăsat să iasă pe gură.
- Este o consoană centrală, adică aerul trece pe deasupra părții centrale a limbii.
- Este o consoană pulmonară, adică obținută prin aplicarea unei presiuni din plămâni.